# Município de Salem (condado de Wyandot, Ohio)
O município de Salem (em inglês: Salem Township) é um município localizado no condado de Wyandot no estado estadounidense de Ohio. No ano de 2010 tinha uma população de 1.001 habitantes e uma densidade populacional de 10,62 pessoas por km².

## Geografia
O município de Salem encontra-se localizado nas coordenadas 40° 52′ 07″ N, 83° 21′ 08″ O. Segundo a Departamento do Censo dos Estados Unidos, o município tem uma superfície total de 94.22 km², da qual 94,15 km² correspondem a terra firme e (0,07 %) 0,06 km² é água.

## Demografia
Segundo o censo de 2010, tinha 1.001 habitantes residindo no município de Salem. A densidade populacional era de 10,62 hab./km². Dos 1.001 habitantes, o município de Salem estava composto pelo 99,6 % brancos, o 0,1 % eram afroamericanos e o 0,3 % eram de uma mistura de raças. Do total da população o 1,2 % eram hispanos ou latinos de qualquer raça.